# ひーぷー
ひーぷー（1969年1月28日 - ）は、日本の舞台演出家、お笑いタレント。オリジン・コーポレーション所属・副代表、劇団O.Z.E代表（作・演出担当）。本名は真栄平 仁（まえひら ひとし）で、作品によってはこちらの名義で活動することもある。

## 来歴
沖縄県うるま市（旧具志川市域）出身。沖縄県立前原高等学校、琉球大学短期大学部、沖縄国際大学卒業。
1994年、同じくオリジン・コーポレーションに所属するミッキー（金城幹雄）と漫才コンビ「ダーティービューティー」を結成。同年11月、沖縄テレビ (OTV) 主催の「第1回素人お笑い選手権」に出場し、グランプリを獲得する。
1998年12月にコンビを解散。翌1999年1月、オリジン・コーポレーション内に劇団O.Z.Eを立ち上げ、表現の場をお笑いから演劇へと移す。O.Z.Eの代表として脚本、演出、舞台美術などを手掛けるほか、テレビ・ラジオ・CMへの出演、イベントの司会などマルチに活動している。沖縄現代演劇協会の事務局長も務める。

## 受賞歴
- 1994年 沖縄テレビ 第1回素人お笑い選手権 グランプリ
- 2007年 平成19年日本民間放送連盟賞 九州・沖縄地区生ワイド番組部門 優秀賞[1]

## 出演

### ラジオ番組
- こきざみインディアンのナイトDEナイト（2002年 - 2003年、タイフーンfm）
- オリジンアワー（タイフーンfm）
- ティーサージ・パラダイス（ラジオ沖縄）
- ひーぷー・こきざみの 夜はクモジでしゃべってます！（2016年 - 2019年、RBCiラジオ）
- ダーティビューティのぬーそーが？（2016年9月30日 - 2021年3月、ラジオ沖縄） - かつての相方ミッキーとの共演[2]。
- ひーぷー・Kジャージのだーるばー（2021年4月 - 、ラジオ沖縄） - かつての相方ミッキーの弟「Kジャージ」との共演[13]。
- キムタツ×ひーぷー　オキナワ・ジモトーク（2022年9月27日 - 、ラジオ沖縄） - 「キムタツ」こと、作家である木村達哉との共演[14]。

### テレビ番組
- あまくま歩人（沖縄ケーブルネットワーク） - メインMC[15]
- オキナワノコワイハナシ 第1話「残業さん」（2007年、琉球放送）[3]
- 2008笑月の乱〜チューバー芸人の戦い〜（2008年、琉球放送） - 司会
- うちなー紀聞（2008年、琉球放送） - ナレーター
- ひーぷー☆ホップ（2008年 - 、沖縄テレビ） - MC[1]
- グッジョブコロシアム（2012年、沖縄テレビ） - MC[16]
- 琉球トラウマナイト（2016年、沖縄テレビ）
- 沖縄ビジネス最前線 JOBANTENNA TV（2016年 - 2017年、琉球朝日放送） - MC[17]

### ネット配信番組
- アイデア売ります、沖縄なんでもプロデュース 真栄平商店（2011年 - 2013年、Ustream）[18][19]

### 映画
- 琉球カウボーイ、よろしくゴザイマス。（2007年、シュガートレイン） - 白バイ警官 役[4]
- 第6回沖縄国際映画祭上映作品 那覇 NAHA なーふぁ！（2014年、「那覇 NAHA なーふぁ！」製作委員会）[20]
- かなさんどー（2025年、パルコ）[21]

### CM
- ホクガン（2007年）
- 参議院選挙（2007年）
- 琉球ダイハツ販売（2007年） - ナレーター
- 琉球リサイクルセンター（2007年） - ナレーター
- アジア食堂（2007年） - ナレーター
- ペットサロンオールワン（2007年） - ナレーター
- 新里酒造（2007年） - ナレーター
- 火水ぴか市（2014年 - 、イオン琉球）
- サントリーオールフリー（2015年・2016年、沖縄サントリー）